# Никиш, Артур
А́ртур Ни́киш (венг. Nikisch Artúr; 12 октября 1855, Лебеньсентмиклош, Венгрия — 23 января 1922, Лейпциг) — немецкий дирижёр австро-венгерского происхождения, один из основоположников современной школы дирижирования.

## Биография
Артур Никиш родился в семье отца-чеха и матери-венгерки. Проявив в раннем возрасте хорошие музыкальные способности, он обучался сначала частным образом, а затем в Венской консерватории по классам скрипки у Йозефа Хельмесбергера и композиции — у Дессофа. Никиш также достиг большого мастерства в игре на фортепиано и неоднократно получал различные награды за собственные сочинения, но основным его инструментом стала скрипка. Был скрипачом оркестра Придворной оперы, а с 1874 года, после окончания консерватории, скрипачом Придворной капеллы, — оркестров, которыми в разное время дирижировали Иоганнес Брамс, Ференц Лист, Джузеппе Верди, Иоганн Хербек и другие известные музыканты. Никиш принимал участие в первом исполнении Второй симфонии Антона Брукнера под управлением автора; в 1872 году в Байройте участвовал в исполнении Девятой симфонии Бетховена в связи с началом строительства Байройтского театра, дирижировал оркестром Рихард Вагнер.
В 1878 году Никиш получил место второго дирижёра в Лейпцигском театре, а год спустя стал его главным дирижёром. С этого времени началась дирижёрская карьера Никиша, принесшая ему мировую славу. В 1884 году состоялась премьера Симфонии № 7 Антона Брукнера с Лейпцигским оркестром Гевандхауса. В 1889 году он возглавил Бостонский симфонический оркестр и дал многочисленные концерты в США. Новые и свободные интерпретации Никишем известных произведений (в частности, Пятой симфонии Бетховена) вызывали бурю противоречивых отзывов среди критиков и усиливали интерес к нему публики. В 1893 году он стал музыкальным директором Будапештской оперы, а через два года почти одновременно получил приглашения на пост главного дирижёра Лейпцигского Гевандхауз-оркестра и Берлинского филармонического оркестра. Никиш принял оба приглашения, позднее также возглавив Филармонические концерты в Гамбурге, и оставался на этих постах до конца жизни.
С Берлинским филармоническим оркестром Никиш объездил почти всю Европу, гастролировал в Москве. Как приглашённый дирижёр он работал также с амстердамским оркестром Концертгебау и Венским филармоническим оркестром. С 1904 по 1914 год Никиш часто вставал за пульт Лондонского филармонического оркестра, с которым в 1912 году совершил концертное турне по Америке. Работая в театре «Ковент-Гарден», Никиш осуществил ряд постановок, в том числе «Кольцо Нибелунга» Вагнера в 1913 году. Помимо дирижёрской деятельности, он был директором Лейпцигской оперы (в 1905—1906 годах) и Лейпцигской консерватории, где также преподавал дирижирование. Артур Никиш был знаком с музыкантами Беляевского кружка и посещал знаменитые «Беляевские Пятницы» в Санкт-Петербурге.

## Творчество
Никиш — один из наиболее известных и влиятельных дирижёров своего времени. Он прославился как выдающийся интерпретатор музыки романтизма — сочинений Шумана, Брамса, Брукнера, Чайковского, Вагнера, а также Бетховена. Именно после исполнения Никишем Седьмой симфонии Брукнера имя композитора получило широкую известность, а в 1888 году он триумфально исполнил в Петербурге Пятую симфонию Чайковского, хотя её премьера под управлением автора за некоторое время до того была принята публикой весьма прохладно. Сам Чайковский, слушавший Никиша за год до этого, писал о нём:

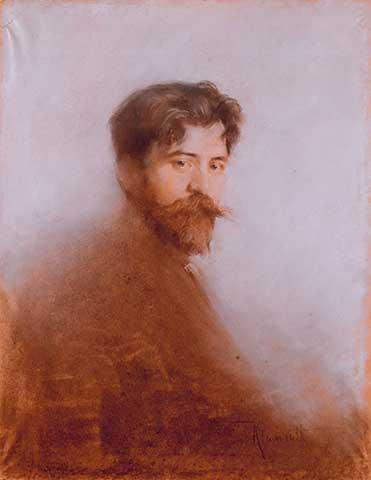
Артур Никиш на портрете Антона Кламрота (1896)

Господин Никиш спокоен и свободен от излишних движений, хладнокровен и в то же время очень строг. Кажется, что он не дирижирует, а производит какие-то магические пассы. Он не пытается привлечь к себе внимания, но чувствуется, что большой оркестр, подобно инструменту в руках умелого мастера, полностью подчиняется своему руководителю
По свидетельствам современников, Никиш всегда требовал от оркестрантов безукоризненного звучания и обладал очень гибким чувством темпа. Его искусство повлияло на последующие поколения дирижёров, в том числе на Вильгельма Фуртвенглера, возглавившего Лейпцигский и Берлинский оркестры после смерти Никиша, и Адриана Боулта. Никиш поддерживал современных ему композиторов — Густава Малера, Макса Регера, Рихарда Штрауса, часто исполняя в концертах их произведения.
Собственные сочинения Никиша по большей части вышли из репертуара.
Никиш был женат на певице Амели Хойснер, их сын Митя (1899—1936) был известным пианистом.

## В литературе
Артур Никиш упоминается в стихотворении В. Маяковского «Плюшкин. Послеоктябрьский скопидом обстраивает стол и дом» (1928). В стихотворении высмеивается бухгалтер, который «в жадности и в алчи укупил двенадцать гроссов дирижёрских палочек». Автор обращается к нему со словами: «Что же вам в концертном гвалте? Вы ж не Никиш, а бухгалтер».